# 村上雅俊
村上 雅俊（むらかみ まさとし、1972年1月14日 - ）は、日本の元俳優。身長：181cm、体重：60kg（1989年当時）。劇団ひまわりに所属していた。

## 出演作品

### 映画
- ウホッホ探険隊（1986年、東宝） - 榎本太郎 役
- りぼん RE-BORN（1988年、パル企画） - 野中慎一 役
- リボルバー（1988年、シネ・ロッポニカ） - 出水進 役
- べっぴんの町（1989年、東映） - 横田健次 役

### テレビドラマ
- 花王名人劇場 第194回「愛・ラブ・スポーツ!」（1983年6月19日、関西テレビ）
- 月曜ドラマランド「意地悪お手伝いさん2」（1984年7月9日、フジテレビ）
- どうぶつ通り夢ランド 第10話「二人だけで愛の告白?!」（1986年12月7日、テレビ朝日）
- ドラマスペシャル（NHK）
  - 「絆」（1987年10月24日）- いじめっ子のモロズミ[中学生］役
  - 「虹のある部屋」（1988年7月16日）
- 木曜ゴールデンドラマ「喜劇・ああ未亡人」（1988年4月14日、読売テレビ）
- はいすくーる落書（1989年、TBS） - 星野光平 役　※7話主役
  - はいすくーる落書 スペシャルだぜ!（1989年12月29日、TBS） - 星野光平 役
- あいつがトラブル 第3話（1989年12月16日、フジテレビ）- 不良 役